# Corrado Colombo (commediografo)
Corrado Colombo (Milano, 1861 – Milano, 1933) è stato un commediografo italiano.

## Biografia
Corrado Colombo fu attivo intensamente e prevalentemente nell'ambito del teatro milanese.
Lavorò come impiegato delle ferrovie, scrisse un centinaio di opere, quasi tutte in dialetto, creando la esilarante figura del contadino lombardo, ol Carlin, le cui avventure furono riprese dal popolare giornale In tranvay, di cui Colombo fu dapprima collaboratore e successivamente direttore.
Colombo inoltre fondò una Accademia per il teatro milanese, si impegnò per il rinnovamento del repertorio dialettale, anche se non sempre il successo risultò pari alla passione e all'impegno.

## Opere
- Ol Carlin e la sodona a Milan, Milano, 1903;
- Ol Carlin e la so dona, seguito a ol Carlin e la so dona a Milan, Milano, 1903;
- In mezzo ai bosin, con illustrazioni di Luca Fornari, Milano, 1903;
- La Marietta ai Giardin pubblicch, Milano, 1904;
- Ol rimors dolla Marietta, Milano, 1904;
- Par ol topicch dolla Marietta, Milano, 1904;
- Mentre sono in anticamera, Firenze, 1923;
- Storia de Milan da quand l'era fond de mar a tutt incoeu, Milano, 1927;
- Il cuore di Milano, Milano, 1929.